# Пожиратель грехов (Marvel Comics)
Пожиратель грехов (англ. Sin-Eater) — псевдоним нескольких суперзлодеев американских комиксов издательства Marvel Comics. Первым и самых известным из них является Стэнли «Стэн» Картер (англ. Stanley «Stan» Carter), созданный сценаристом Питером Дэвидом и художником Ричем Баклером и дебютировавшим в комиксе Peter Parker, The Spectacular Spider-Man #107 (октябрь, 1985).
Картер — бывший агент Щ.И.Т.а и офицер полиции Нью-Йорка, разочаровавшийся в системе правосудия, который решил очистить улицы города Нью-Йорка и противостоял таким супергероям, как Человек-паук и Шёлк. Самым известным из его преступлений стало убийство детектива Джин Девулфф. Его остановили Человек-паук и Сорвиголова, однако Щ.И.Т. реабилитировал Картера. Тем не менее, он сошёл с ума из-за своего альтер эго Пожирателя грехов и покончил жизнь самоубийством. Впоследствии вернулся к жизни и стал главным антагонистом сюжетной линии Sins Rising в ране сценариста Ника Спенсера, а также обрёл способность красть силы сверхлюдей.

## Вне комиксов

### Телевидение
Стэн Картер появляется в мультсериале «Новые приключения Человека-паука» (2008), где его озвучил Томас Фрэнсис Уилсон. Здесь он представлен как полицейский, работающий в паре с Джин Девулфф и поддерживающий Человека-паука.